# Homoknád
A homoknád (Ammophila arenaria vagy Calamagrostis arenaria) az egyszikűek (Liliopsida) osztályának perjevirágúak (Poales) rendjébe, ezen belül a perjefélék (Poaceae) családjába tartozó faj.
Az Ammophila nemzetség típusfaja. Egyes rendszerezők a nádtippanok (Calamagrostis) közé sorolják Calamagrostis arenaria (L.) Roth név alatt.

## Származása, előterjedése
Európában a tengerpartokon nő a Brit-szigetektől és Norvégiától egészen Törökországig és Romániáig. Az egész Mediterráneumban, tehát Észak-Afrikában és a Közel-Kelet nyugati részén is őshonos. Ausztráliába, Új-Zélandra és az Amerikai Egyesült Államokba, főleg Hawaiira betelepítették; az USA Csendes-óceáni partvidékén a 20. század elején, a futóhomok megkötésére. A Dél-afrikai Köztársaságban, Ausztráliában, Izraelben, az USA-ban és Európa egyes részein a homoknádat termesztik is.

## Alfajai
- Ammophila arenaria subsp. arenaria = Calamagrostis arenaria subsp. arenaria
- Ammophila arenaria subsp. australis (Mabille) M.Laínz, Comun. I. N. L. A. , Sér. Recurs. Nat. 2: 22 (1974) = Calamagrostis arenaria subsp. australis (Mabille) Asch. & Graebn.

## Megjelenése, felépítése
Erőteljes, 60-120 centiméter magas, fehéres- vagy szürkészöld, tömötten bokros évelő növény. A homokban messze elkúszó gyöktörzséből felálló sarjak a felszín alatt különböző mélységben gyökereznek. A szárcsomókon elágaznak, gyökereket bocsátanak a homokba, és ezzel tömött, dús zsombékokat hoznak létre sok meddő hajtással. A virágzó föld feletti sarjak 3 levelűek. Vörösbarna, bordázott levélhüvelyeik szorosan záródnak és 3 centiméter hosszt elérő, két hasábú nyelvecskében folytatódnak. A merev, ferdén felfelé álló, 30-50 centiméter hosszú és 5 centiméter széles levéllemez sárgászöld.

## Életmódja, termőhelye
A tengerparti homokdűnék és homokos partok lakója. A szél által mozgatott, tápanyagokat, többnyire sót is tartalmazó futóhomokon nő. A homok megkötésére telepítik. Az USA Oregon, Washington és Kalifornia államaiban a partvidék azon részein, ahol terjedését nem korlátozták erőteljesen, kivadult és inváziós fajjá vált, terjedésével veszélyeztetve olyan őshonos fajokat, alfajokat, mint:
- az ezüstös mézontófű (Phacelia argentea),
- a siuslaw-i szőrösnyakú tigrisbogár (Cicindela hirticollis ssp. siuslawensis) és
- a havasi bíbic (Charadrius nivosus).[2]

Június–július között virágzik.

## Képek

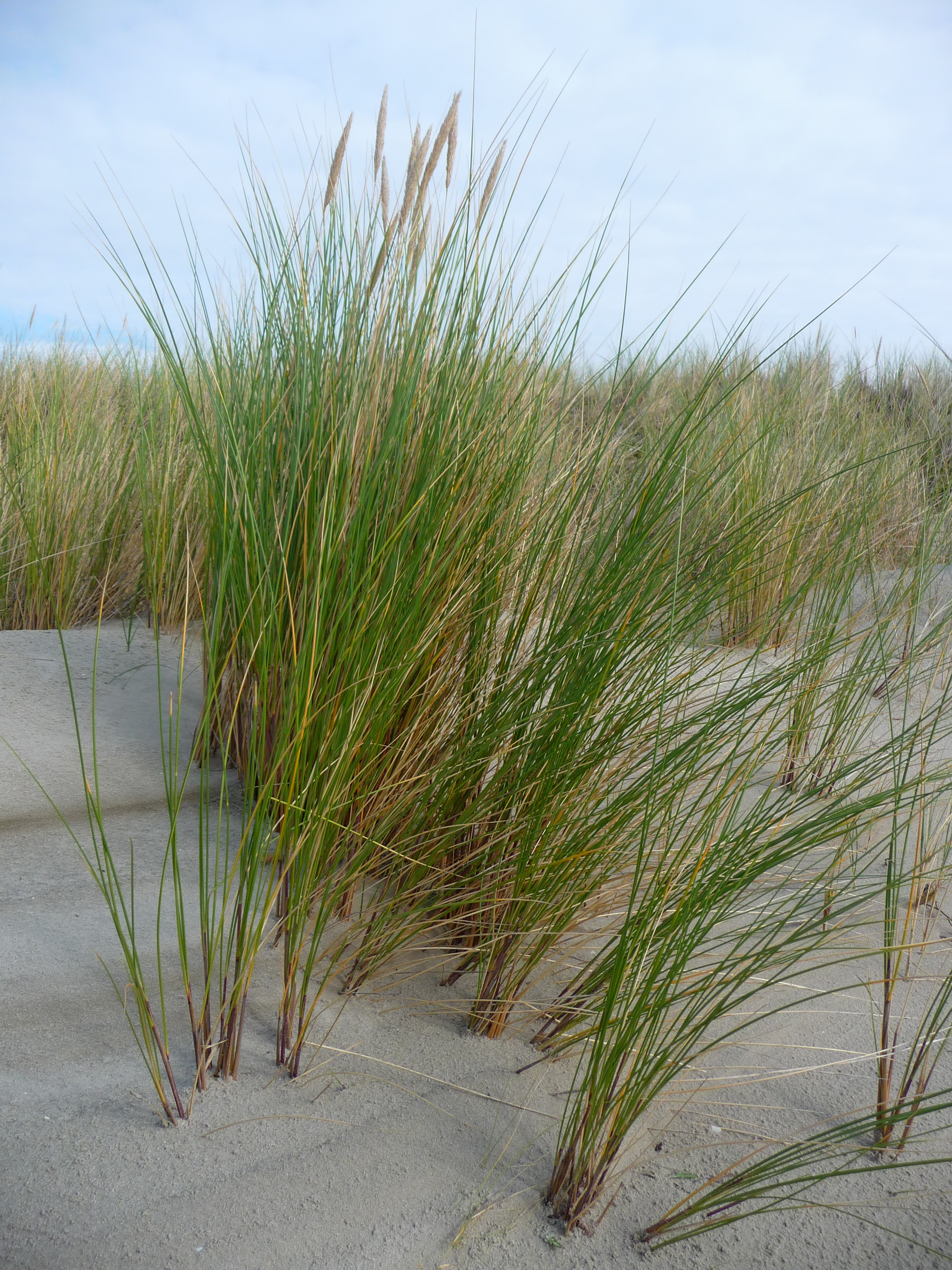
A növény
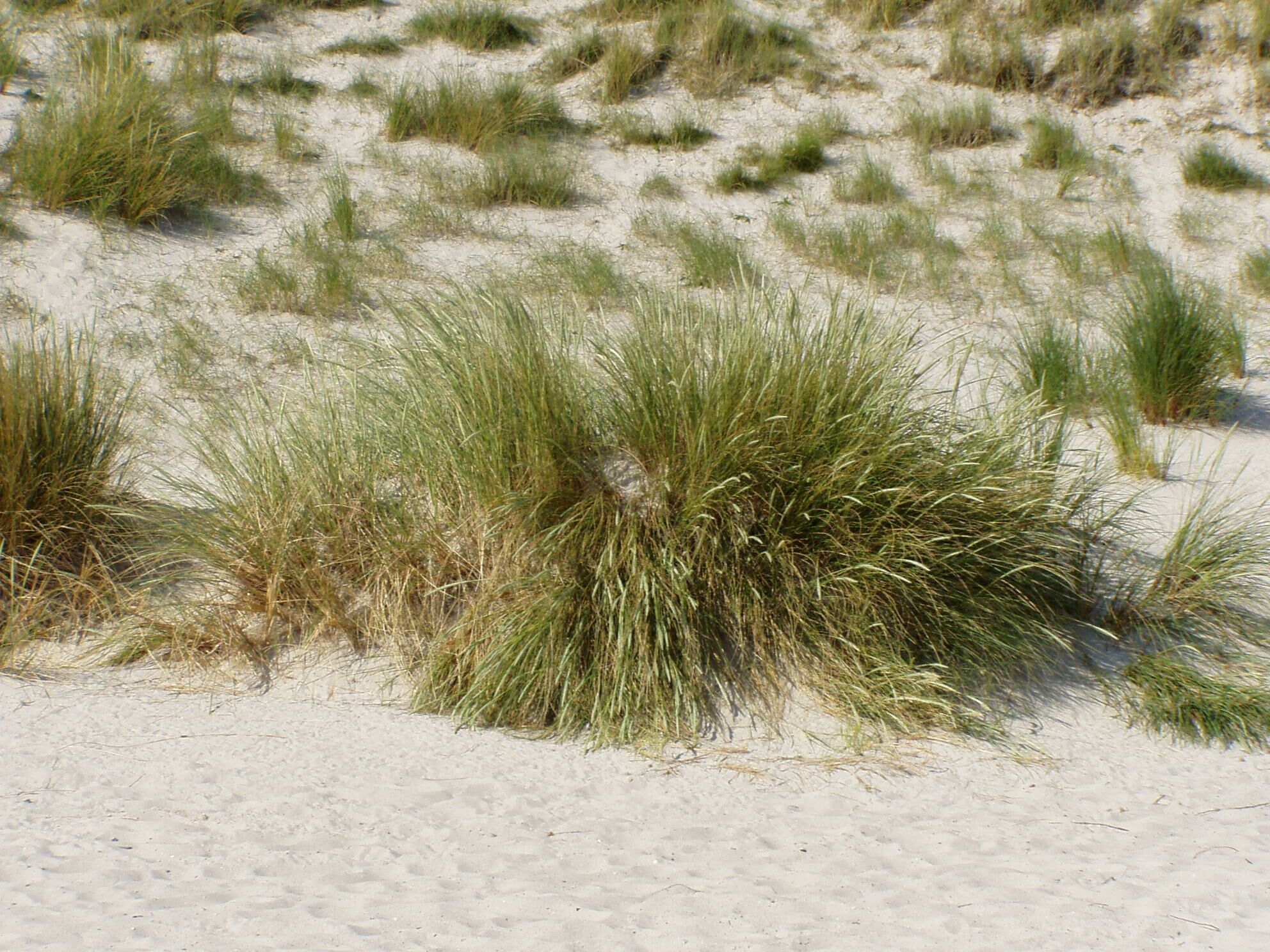
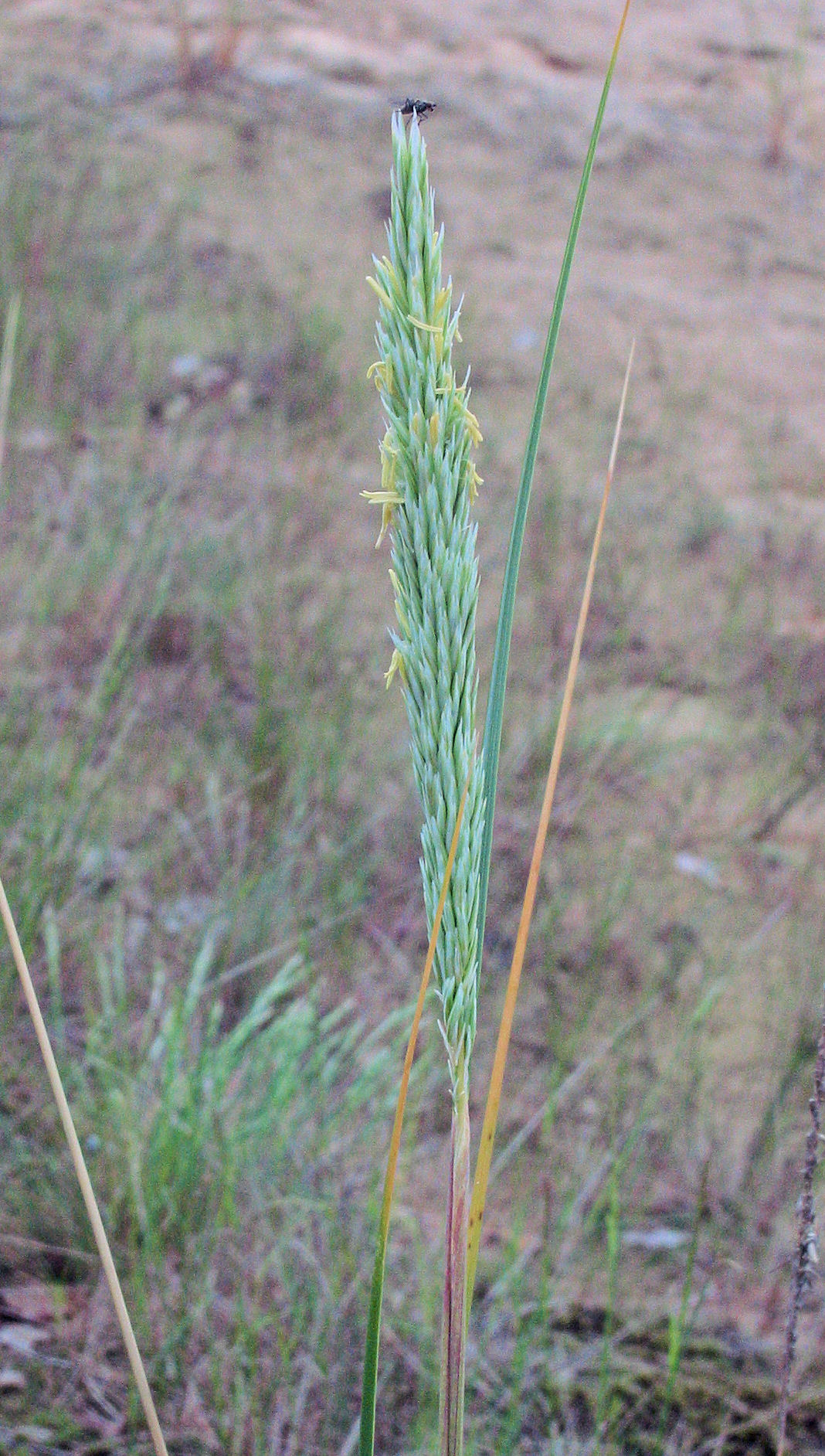
kivirágozva
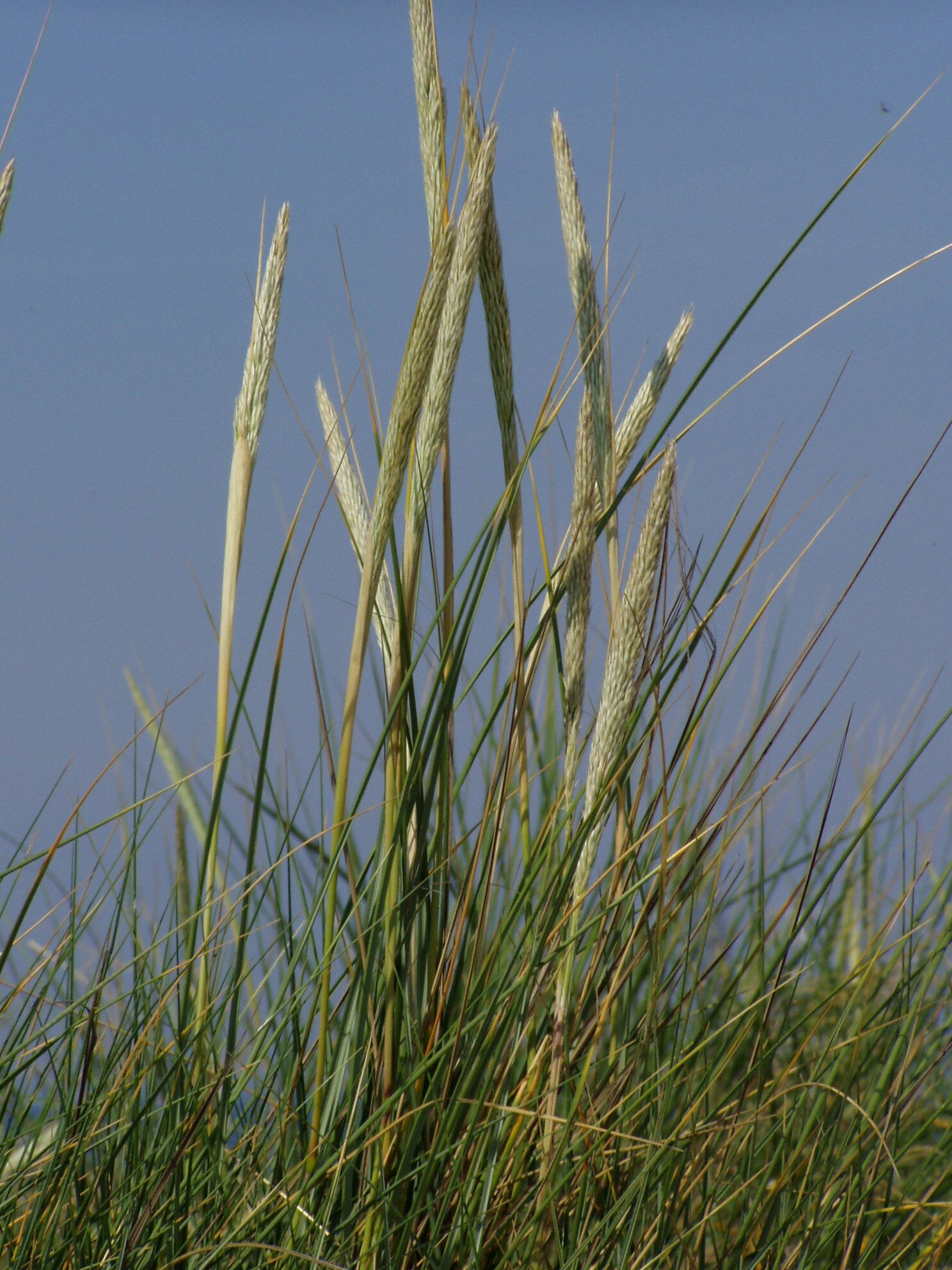
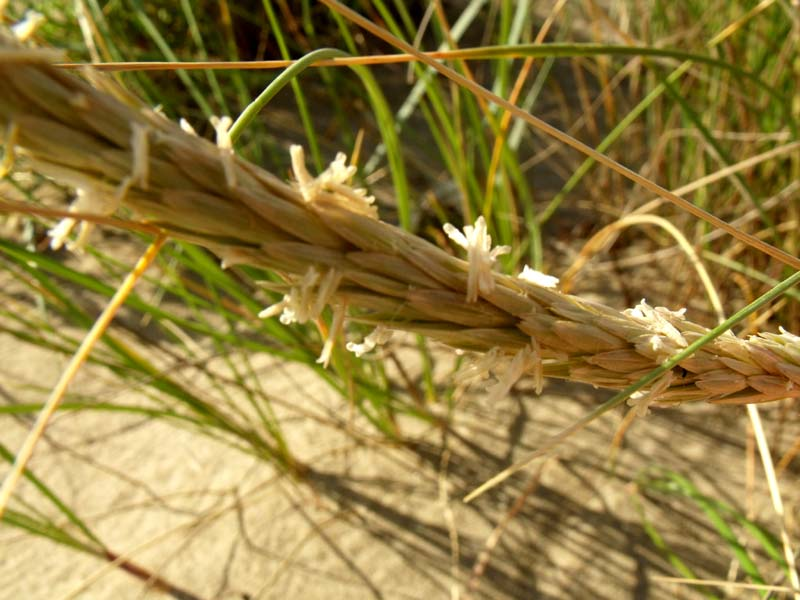
Virágai közelről
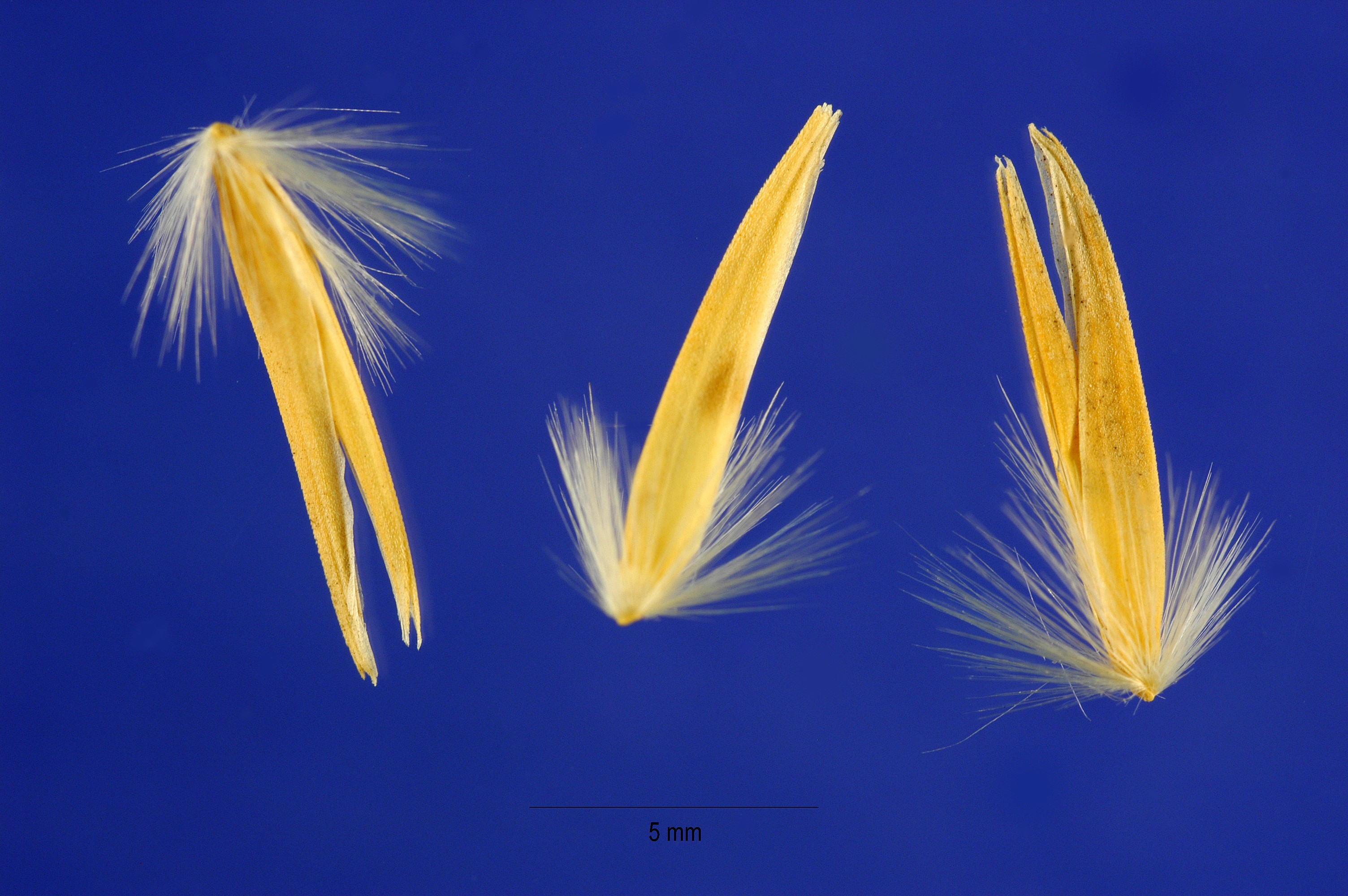
Termései
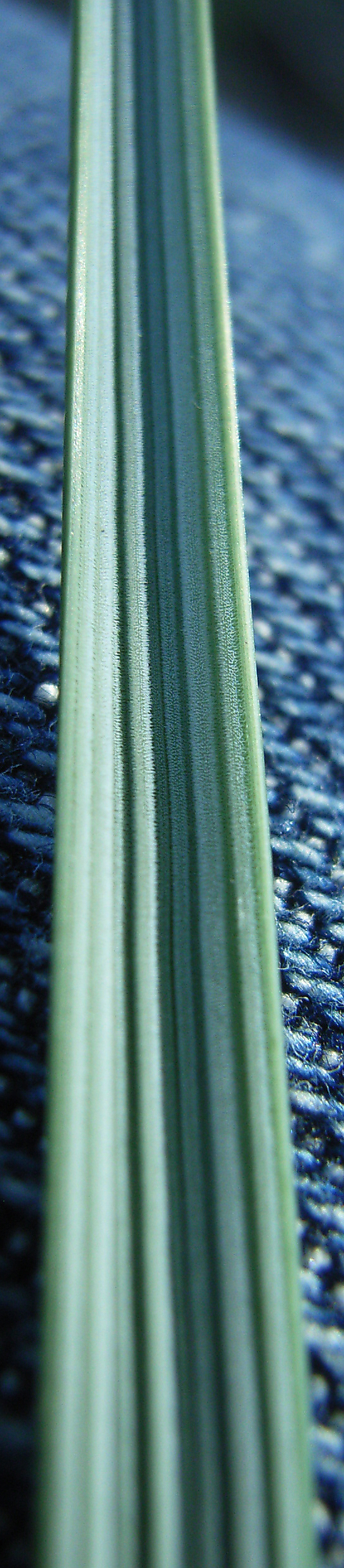
Levele
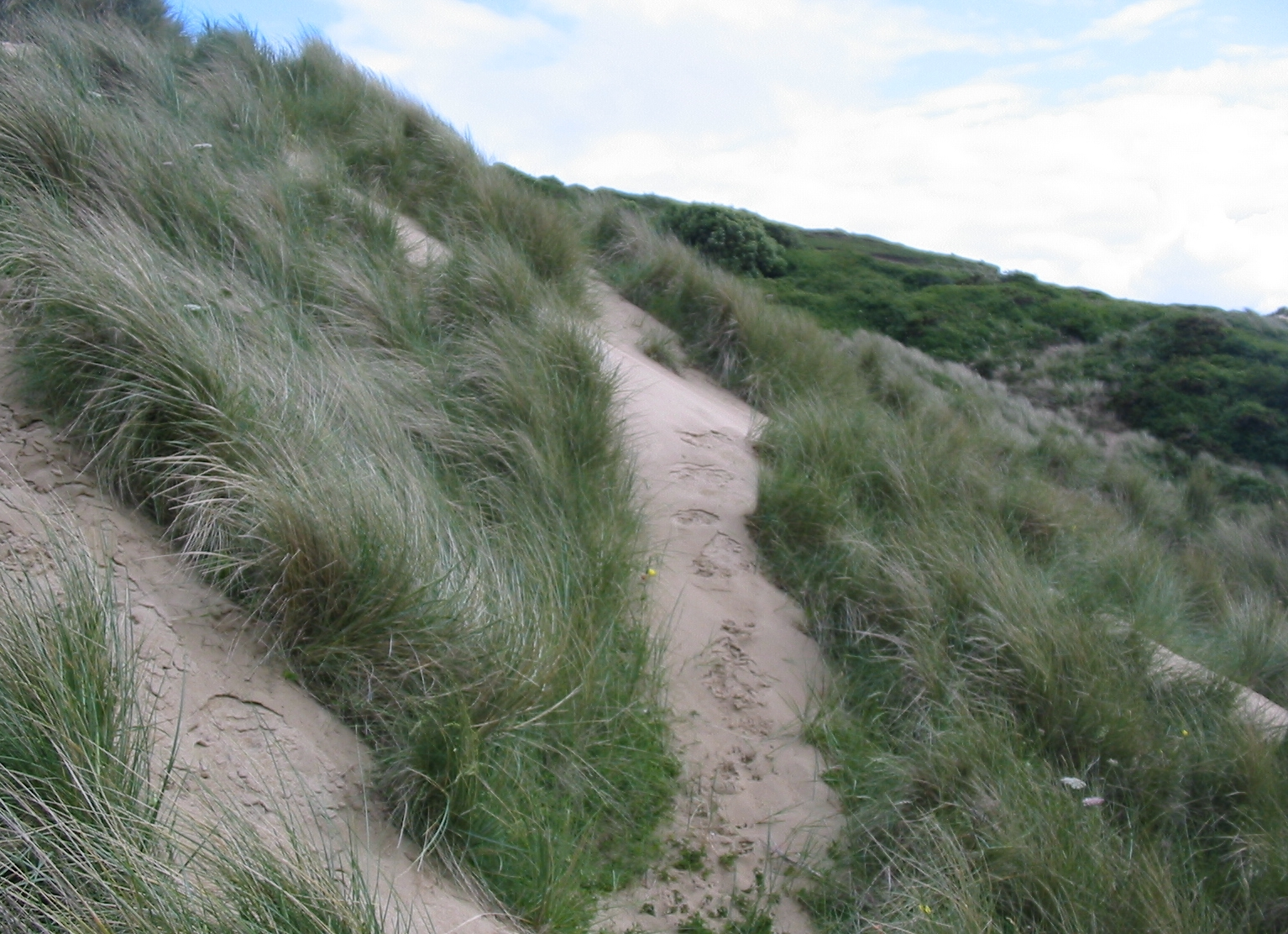
A természetes
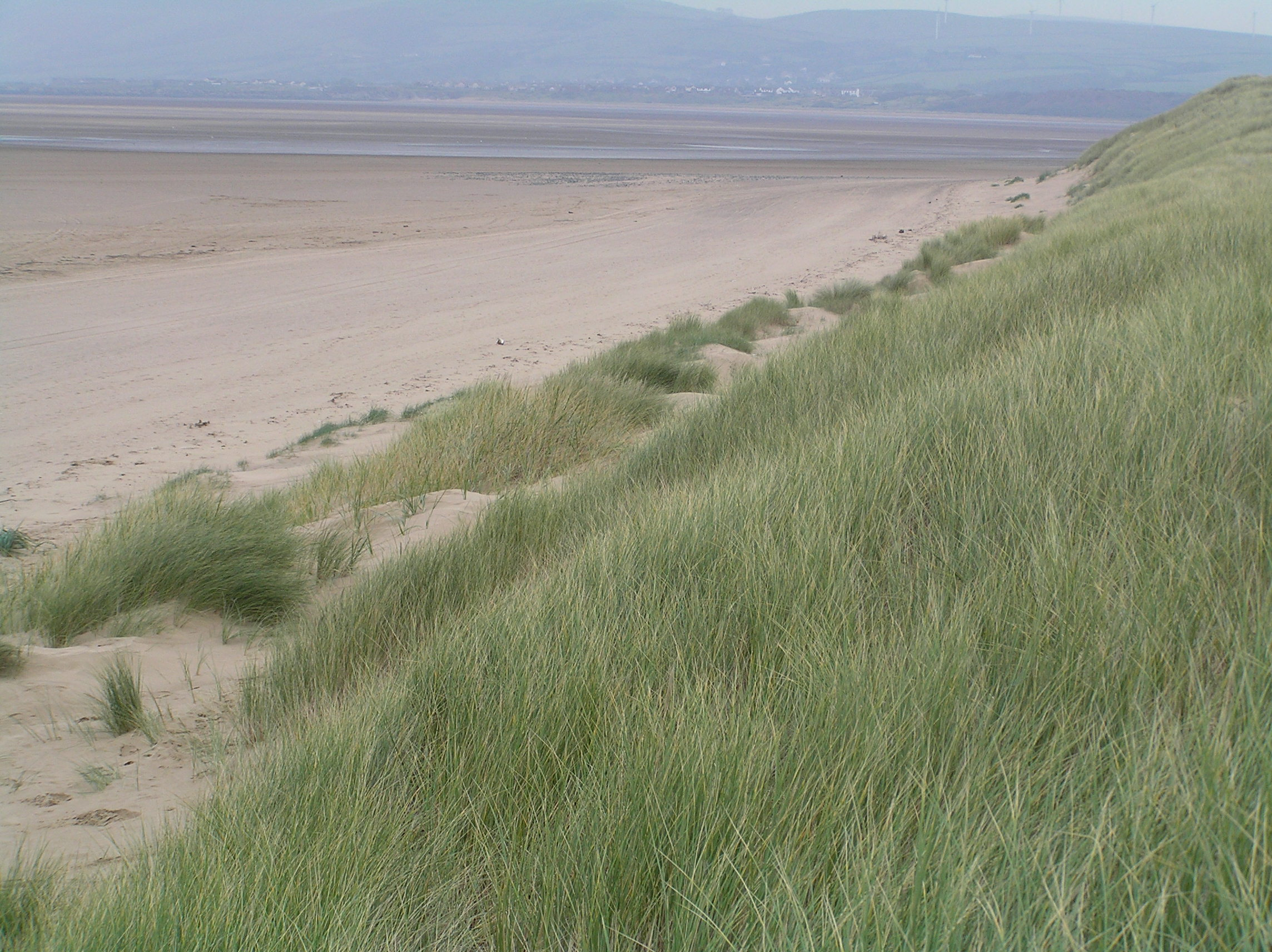
élőhelyén
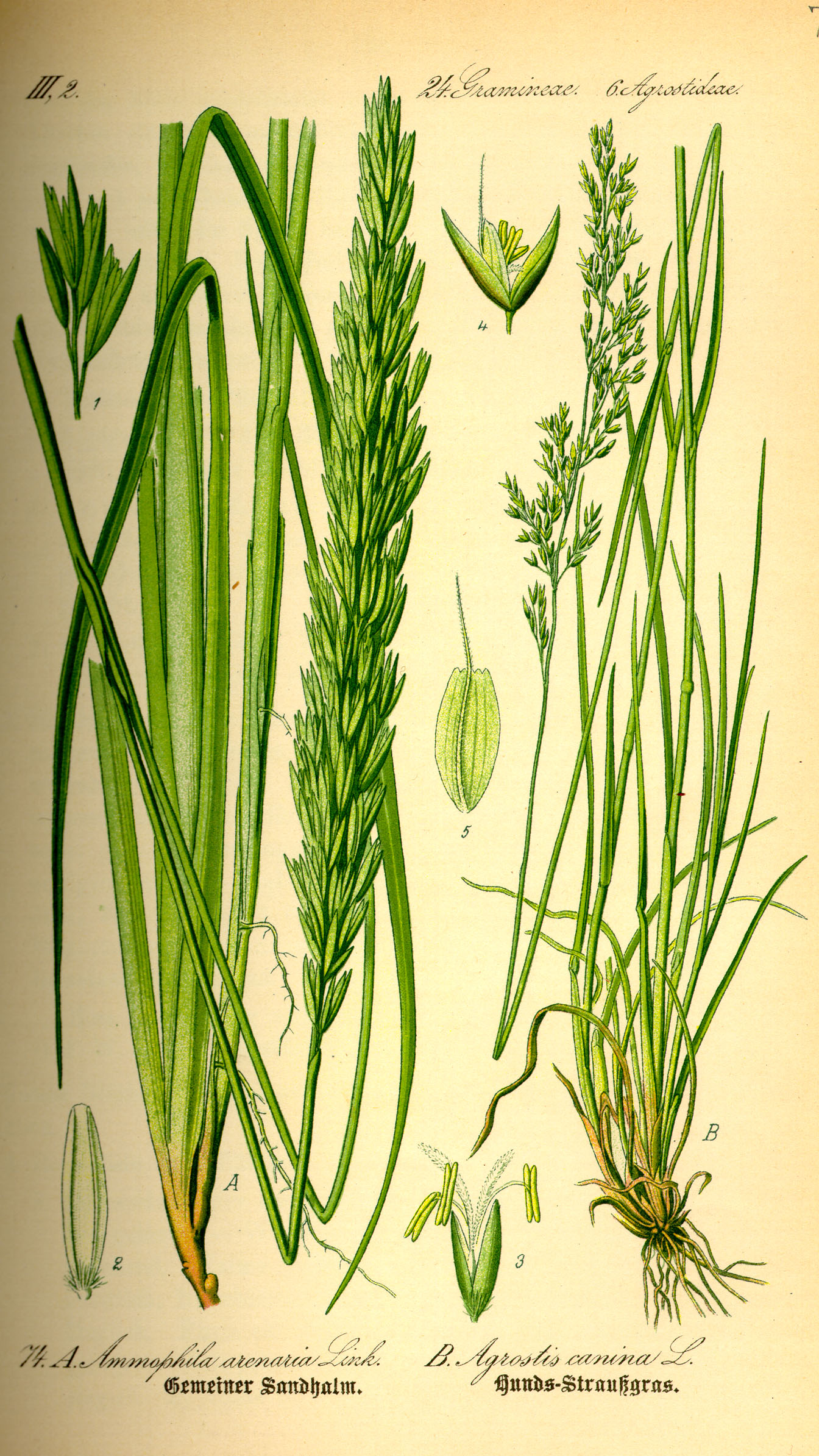
Rajzok a növényről
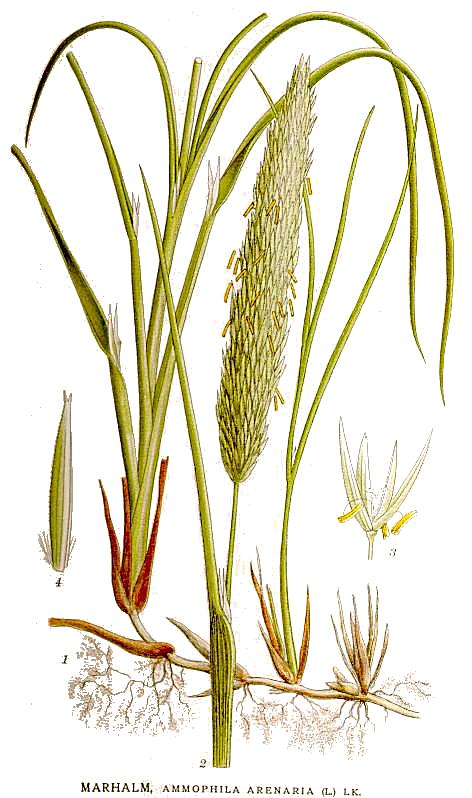
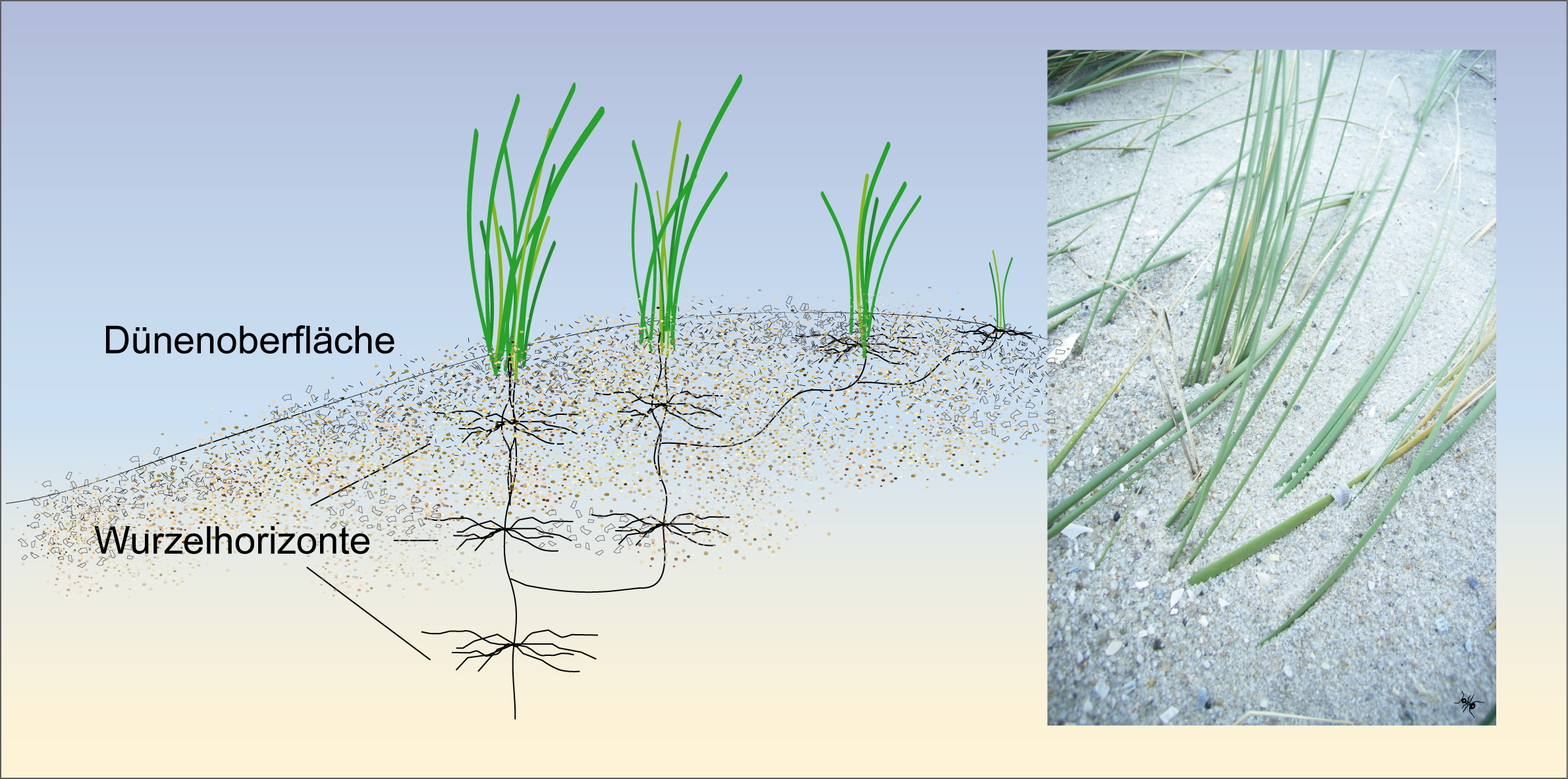
Ahogyan terjed